# 瑞 (北达科他州)
瑞，是美国北达科他州下属的一座城市。根据2010年美国人口普查，该市有人口592人。2011年估计该市有人口645人，相对于2010年，增长率为8.95%。